# Liga Mexicana de Béisbol 1992
La Temporada 1992 de la Liga Mexicana de Béisbol fue la edición número 68. Para esta temporada ingresan los Petroleros de Minatitlán en lugar de los Bravos de León y los Rojos del Águila de Veracruz en lugar de los Reales de San Luis; debido a la incorporación de dos equipos sureños, los Rieleros de Aguascalientes pasan a la Zona Norte. Se jugaba un calendario de 134 partidos a rol corrido. Por otro lado, los "Acereros de Monclova" cambian su nombre a Acereros del Norte al ser adquiridos por el Grupo Acerero del Norte, sin embargo mantienen su distintivo como Monclova (MVA). Los equipos se mantienen divididos en las Zona Norte y Zona Sur, ocho equipos en cada zona.
En la Serie Final los Tigres Capitalinos resultaron campeones derrotando en 6 juegos a los Tecolotes de los Dos Laredos. El mánager campeón fue Gerardo Gutiérrez y en esta serie se destacó el pitcheo de los Tigres con brazos como Antonio Osuna (novato del año), Isidro Márquez, Jesús "Chito" Ríos, Ángel Moreno y Mike Smith.

## Equipos participantes
| Liga Mexicana de Béisbol 1992 |                              |           |                                        |                                      |             |
| Zona                          | Equipo                       | Fundación | Ciudad                                 | Estadio                              | Capacidad   |
| Norte                         | Acereros del Norte           | 1974      | Monclova, Coahuila                     | Monclova                             | 8,500       |
| Norte                         | Algodoneros de Unión Laguna  | 1940      | Torreón, Coahuila                      | Revolución                           | 9,500       |
| Norte                         | Charros de Jalisco           | 1946      | Guadalajara, Jalisco                   | Tecnológico de la UDG                | 4,000       |
| Norte                         | Industriales de Monterrey    | 1989      | Monterrey, Nuevo León                  | Monterrey                            | 22,061      |
| Norte                         | Rieleros de Aguascalientes   | 1975      | Aguascalientes, Aguascalientes         | Alberto Romo Chávez                  | 6,494       |
| Norte                         | Saraperos de Saltillo        | 1970      | Saltillo, Coahuila                     | Francisco I. Madero                  | 16,000      |
| Norte                         | Sultanes de Monterrey        | 1939      | Monterrey, Nuevo León                  | Monterrey                            | 22,061      |
| Norte                         | Tecolotes de los Dos Laredos | 1940      | Nuevo Laredo, Tamaulipas Laredo, Texas | La Junta West Martin Field           | 7,800 5,000 |
| Sur                           | Cafeteros de Córdoba         | 1934      | Córdoba, Veracruz                      | "Beisborama"                         | 12,000      |
| Sur                           | Diablos Rojos del México     | 1940      | México, D. F.                          | Seguro Social                        | 25,000      |
| Sur                           | Leones de Yucatán            | 1954      | Mérida, Yucatán                        | Kukulcán                             | 14,917      |
| Sur                           | Olmecas de Tabasco           | 1975      | Villahermosa, Tabasco                  | Centenario 27 de Febrero             | 8,500       |
| Sur                           | Petroleros de Minatitlán     | 1992      | Minatitlán, Veracruz                   | 18 de marzo de 1938                  | 7,500       |
| Sur                           | Piratas de Campeche          | 1980      | Campeche, Campeche                     | Venustiano Carranza                  | 6,000       |
| Sur                           | Rojos del Águila de Veracruz | 1903      | Veracruz, Veracruz                     | Deportivo Universitario "Beto Ávila" | 7,782       |
| Sur                           | Tigres Capitalinos           | 1955      | México, D. F.                          | Seguro Social                        | 25,000      |

## Posiciones
| Zona Norte     | Zona Norte | Zona Norte | Zona Norte | Zona Norte |
| Equipo         | JG         | JP         | PCT        | JV         |
| -------------- | ---------- | ---------- | ---------- | ---------- |
| Dos Laredos    | 71         | 61         | .538       | -          |
| Unión Laguna   | 71         | 63         | .530       | 1.0        |
| Industriales   | 69         | 63         | .523       | 2.0        |
| Saltillo       | 69         | 64         | .519       | 2.5        |
| Aguascalientes | 67         | 66         | .504       | 4.5        |
| Monterrey      | 65         | 68         | .489       | 6.5        |
| Monclova       | 58         | 73         | .443       | 12.5       |
| Jalisco        | 56         | 74         | .431       | 14.0       |

| Zona Sur   | Zona Sur | Zona Sur | Zona Sur | Zona Sur |
| Equipo     | JG       | JP       | PCT      | JV       |
| ---------- | -------- | -------- | -------- | -------- |
| Tigres     | 76       | 52       | .594     | -        |
| México     | 71       | 56       | .559     | 4.5      |
| Minatitlán | 72       | 58       | .554     | 5.0      |
| Yucatán    | 70       | 61       | .534     | 7.5      |
| Campeche   | 64       | 64       | .500     | 12.0     |
| Veracruz   | 62       | 70       | .470     | 16.0     |
| Tabasco    | 56       | 75       | .427     | 21.5     |
| Córdoba    | 50       | 79       | .388     | 26.5     |

| Clasificado a los playoffs |

## Juego de Estrellas
El Juego de Estrellas de la LMB se realizó el 4 de junio en el Estadio Kukulcán de Mérida. La Zona Norte se impuso a la Sur 8 carreras a 7. Los lanzadores abridores fueron Porfirio Ochoa por el norte y Mike Browning por el sur. Alonso Téllez de los Industriales de Monterrey fue elegido el Jugador Más Valioso del partido.

## Play-offs
|  | Primer Play off | Primer Play off |              |   | Finales de zona | Finales de zona |  |  | Serie Final | Serie Final |
|  |                 |                 |              |   |                 |                 |  |  |             |             |
|  |                 |                 |              |   |                 |                 |  |  |             |             |
|  |                 |                 |              |   |                 |                 |  |  |             |             |
|  |                 |                 |              |   |                 |                 |  |  |             |             |
|  | Industriales    | 3               |              |   |                 |                 |  |  |             |             |
|  | Industriales    | 3               |              |   |                 |                 |  |  |             |             |
|  | Unión Laguna    | 4               |              |   |                 |                 |  |  |             |             |
|  | Unión Laguna    | 4               | Unión Laguna | 2 |                 |                 |  |  |             |             |
|  | Zona Norte      |                 | Unión Laguna | 2 |                 |                 |  |  |             |             |
|  |                 | Dos Laredos     | 4            |   |                 |                 |  |  |             |             |
|  | Saltillo        | Dos Laredos     | 4            | 2 |                 |                 |  |  |             |             |
|  | Saltillo        |                 |              | 2 |                 |                 |  |  |             |             |
|  | Dos Laredos     | 4               |              |   |                 |                 |  |  |             |             |
|  | Dos Laredos     | 4               | Dos Laredos  | 2 |                 |                 |  |  |             |             |
|  |                 |                 | Dos Laredos  | 2 |                 |                 |  |  |             |             |
|  |                 | Tigres          | 4            |   |                 |                 |  |  |             |             |
|  | Minatitlán      | Tigres          | 4            | 4 |                 |                 |  |  |             |             |
|  | Minatitlán      |                 |              | 4 |                 |                 |  |  |             |             |
|  | México          | 3               |              |   |                 |                 |  |  |             |             |
|  | México          | 3               | Minatitlán   | 2 |                 |                 |  |  |             |             |
|  | Zona Sur        |                 | Minatitlán   | 2 |                 |                 |  |  |             |             |
|  |                 | Tigres          | 4            |   |                 |                 |  |  |             |             |
|  | Yucatán         | Tigres          | 4            | 0 |                 |                 |  |  |             |             |
|  | Yucatán         |                 |              | 0 |                 |                 |  |  |             |             |
|  | Tigres          | 4               |              |   |                 |                 |  |  |             |             |
|  | Tigres          | 4               |              |   |                 |                 |  |  |             |             |

## Designaciones
El lanzador Antonio Osuna de los Tigres Capitalinos fue designado como el Novato del Año.

## Acontecimientos relevantes
- 1 de abril: Ernesto Barraza de los Tecolotes de los Dos Laredos lanza juego sin hit ni carrera de 7 entradas en un partido que terminó 5-0 contra los Cafeteros de Córdoba.[2]
- 2 de junio: Don Heinkel de los Piratas de Campeche lanza juego perfecto de 7 entradas en Campeche, en contra de los Diablos Rojos del México. El partido terminó 7-0.
- 18 de julio. Andrés Cruz de los Leones de Yucatán lanza juego sin hit ni carrera de 7 entradas en un partido que terminó 8-0 contra los Charros de Jalisco.